# Antonio Pacchioni

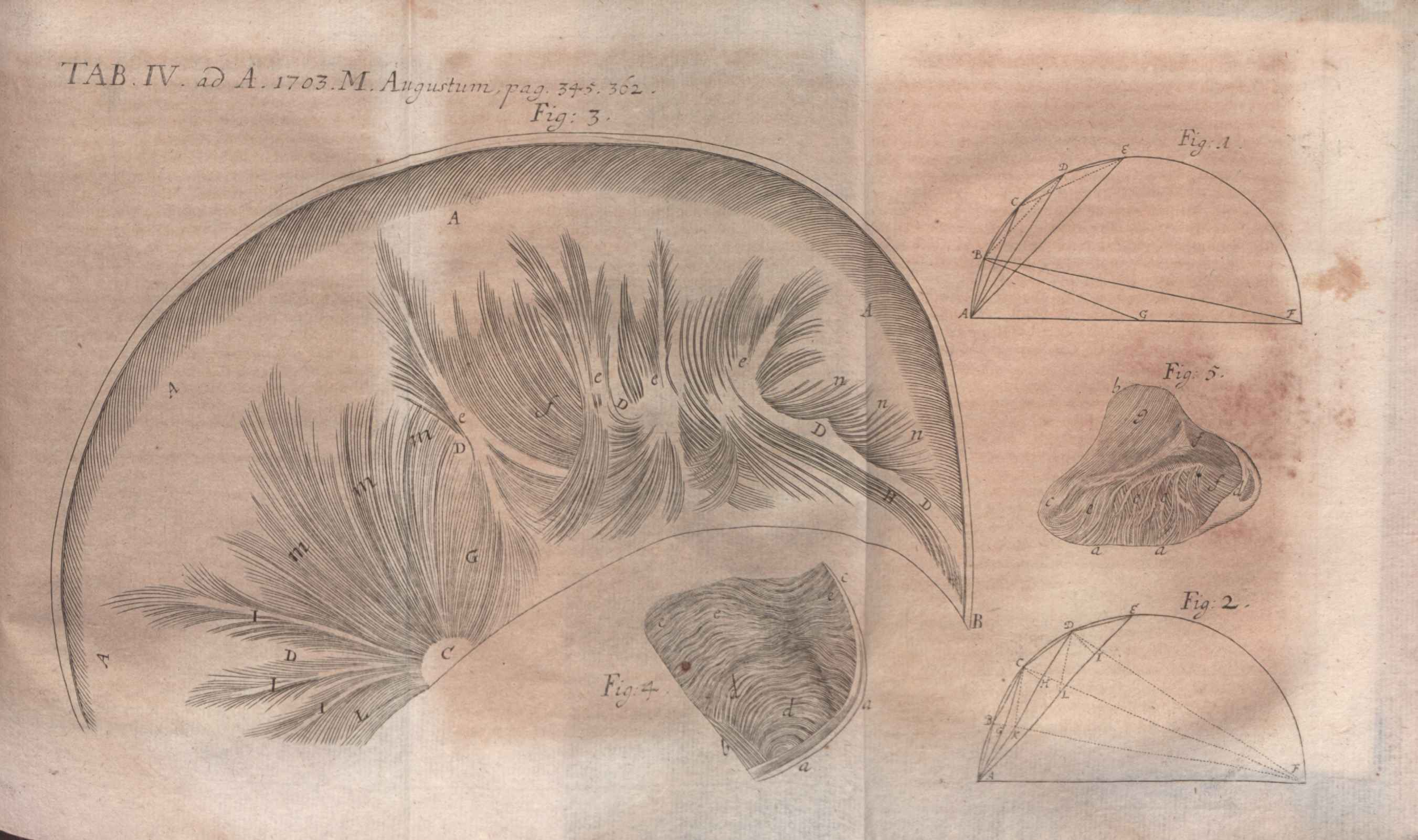
Ilustracja do przeglądu Disquisitio anatomicae de durae meningis... publikowanego w Acta Eruditorum w 1703 r.

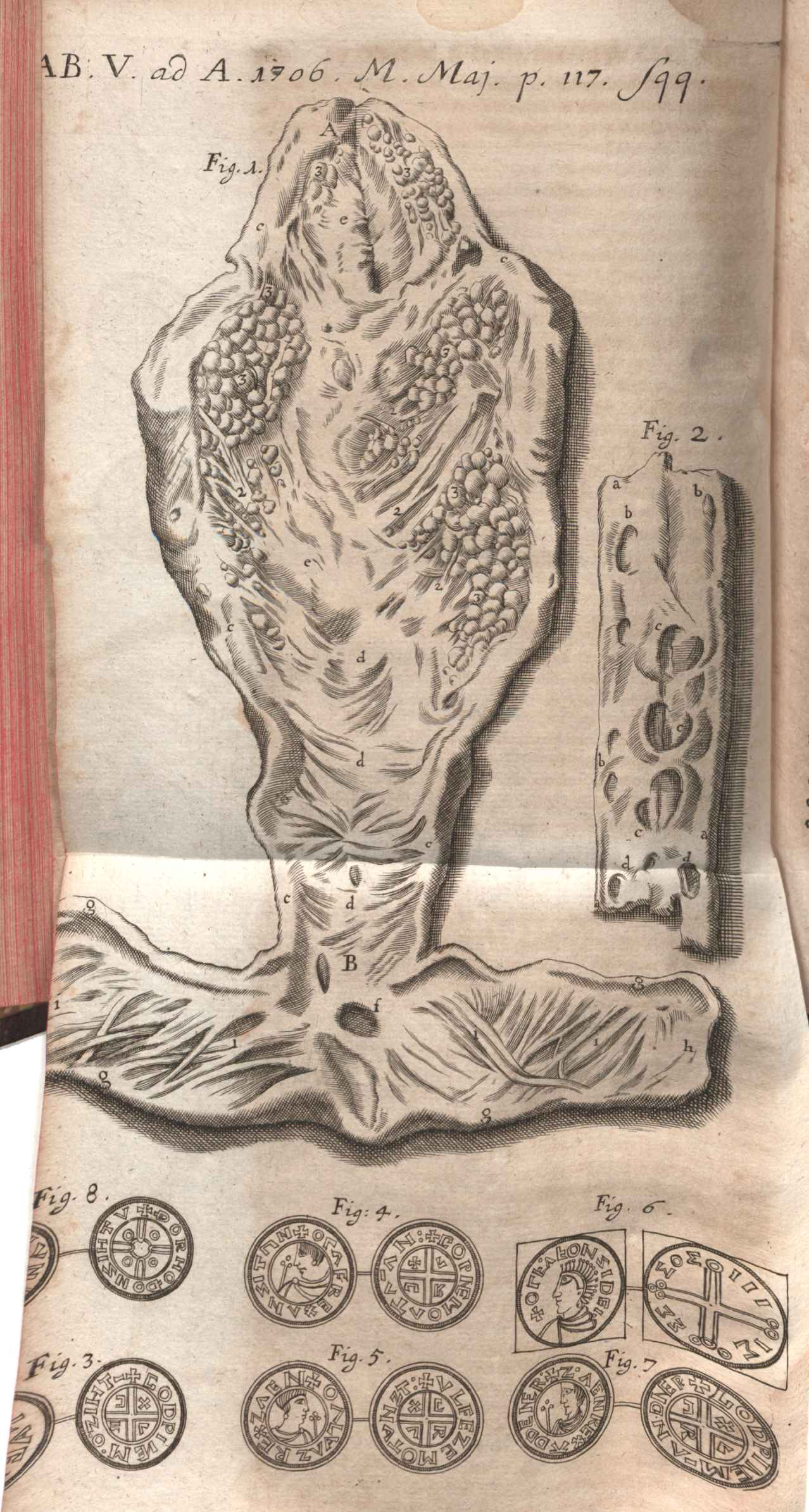
Ilustracja do przeglądu Dissertatio epistolaris de Glandulis... publikowanego w Acta Eruditorum w 1706 r.

Antonio Pacchioni (ur. 13 czerwca 1665 w Reggio nell’Emilia, zm. 5 listopada 1726 w Rzymie) – włoski lekarz i anatom.
W 1689 roku przeprowadził się do Rzymu, gdzie prowadził praktykę lekarską w Szpitalu św. Jana oraz Szpitalu Pocieszenia. Od 1691 roku, pod kierunkiem Marcello Malpighi, zajmował się anatomią badając przede wszystkim strukturę oraz funkcję opony twardej.
Autor szeregu prac dotyczących budowy opony twardej (m.in. Dissertatio epistolaris de glandulis conglobatis durae meningis humanae, indeque ortis lymphaticis ad piam meningem productis, 1705), w których opisał między innymi ziarnistości pajęczynówki noszące jego imię.